# 齊悼公
齊悼公（？—前485年），姜姓，名陽生，是齐景公较为年长的儿子。
齐景公宠爱宠妾芮国人鬻姒所生子荼。齐景公唯一嫡子死时，公子荼年幼，母鬻姒也没有操行，大夫们担心公子荼为嗣，说要立年长贤能的公子为太子。齐景公厌恶谈及立嗣，还是想立公子荼，却没有明说。当年他就病重，临终命国惠子、高昭子立公子荼为太子，而将阳生等公子驱逐到莱国。公子荼继位，史称晏孺子。齐景公还没有下葬，公子们就害怕被诛杀而出奔，阳生和兄弟公子鉏逃到鲁国。
第二年，田乞、鲍牧结连大夫兵变攻败国、高二氏，到鲁国迎接阳生回国，阳生见公子鉏说：“尝献马于季孙，不入于上乘，故又献此，请与子乘之。”出了莱门后，才告诉公子鉏自己被召之事。阳生秘密藏在田乞家，田乞借宴请大夫之机让阳生从座位中的口袋里钻出见他们，说阳生是齐君，大夫都伏谒。田乞正要与大夫们会盟共立阳生，鲍牧喝醉了，田乞对大夫们诈称自己和鲍牧同谋拥立阳生，被鲍牧怒斥。大夫们互相看，想反悔，阳生上前顿首：“可以就立我，不可以就算了。”鲍牧担心遭祸，就说：“都是景公子，为什么不可以！”于是众人立阳生为君，是为齐悼公。悼公入宫，使人迁晏孺子於骀，殺之于幕下，逐鬻姒。
田乞立齊悼公，開齊國田氏貴族專齊政的先河。鮑牧與齊悼公有矛盾，悼公聽信讒言殺鮑牧於路邑，立其子鮑息以存鮑叔牙之祀。田乞獨相齊國。
齐悼公的妻子是季康子的妹妹，是在鲁国避难时所娶，但她却和叔父季鲂侯私通。鲁国因此不敢让她被悼公迎去齐国，齐国伐鲁（齐鲍牧攻鲁之战），还是迎她到齐。因齐悼公宠爱她，所占鲁国地区也都还给鲁国。
齊悼公四年（前485年），吳魯攻打齊國南方時，侵至鄎。齊人惶恐，田成子田常（田乞之子）乘機慫恿鮑息及齊人毒殺悼公，以齊國國君病卒訃告吳王以求和，卻被拒。其後吳軍從海路攻齊，為齊軍所敗。
齊人共立悼公之子公子壬為君，是為齊簡公，從此田氏成為齊國的最大專權世家。悼公另一子骜后来为齐平公。